# Edward van de Vendel

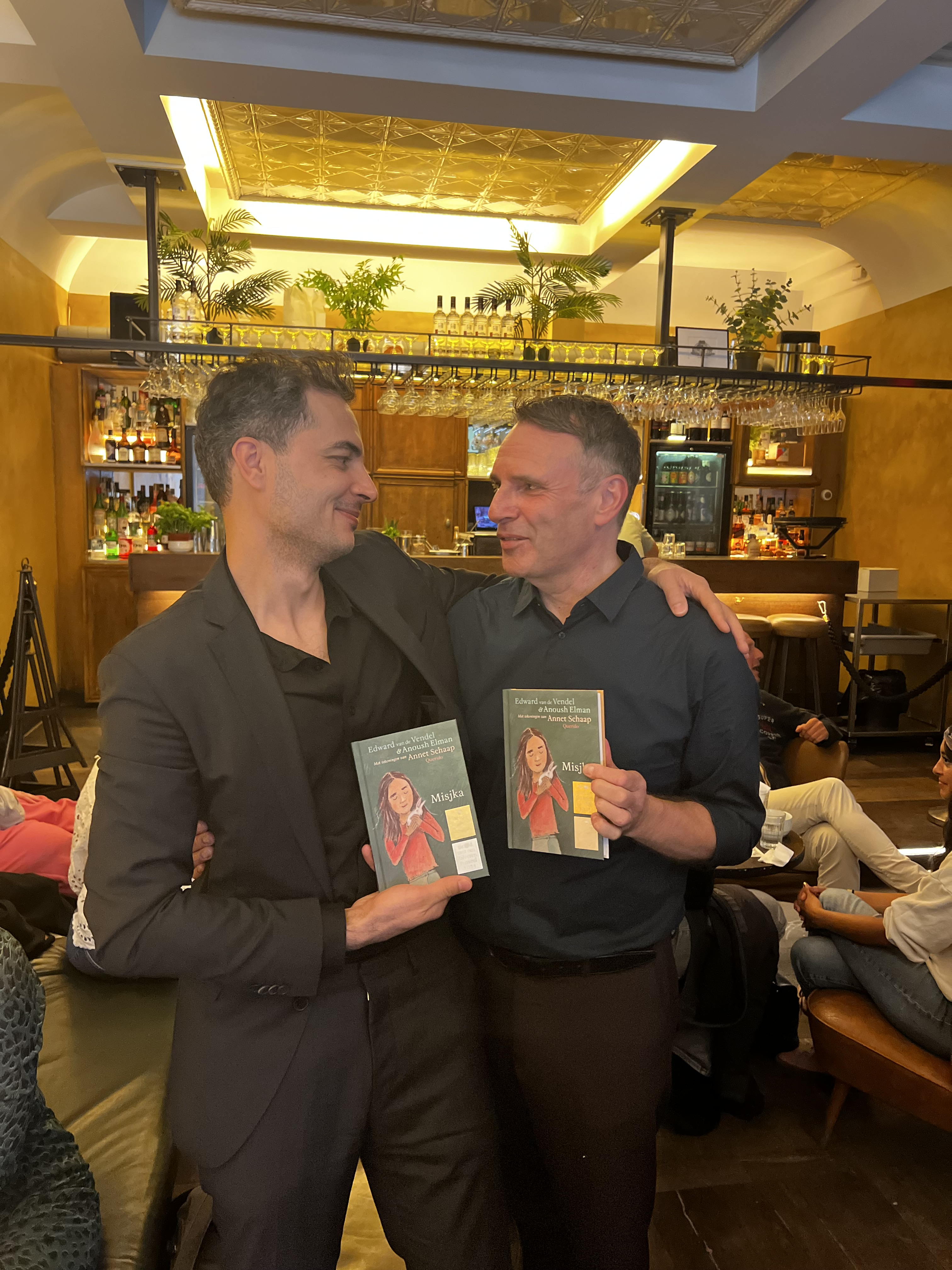
Edward van de Vendel (rechts) met Anoush Elman (links) tijdens de viering van de Gouden Griffel voor Misjka.

Edward van de Vendel (Leerdam, 1 augustus 1964) is een Nederlands schrijver en vertaler van kinder- en jeugdboeken. In 2024 kreeg hij voor zijn gehele oeuvre de Theo Thijssen-prijs toegekend.

## Biografie
Edward van de Vendel groeide op in Beesd, een dorpje in de Betuwe. Van de Vendel ging naar school in Culemborg. Daar was hij lid van het schoolcabaret en schreef hij liedjes. Vervolgens ging hij studeren aan de Pedagogische Academie en richtte hij samen met anderen een eigen school op in Heemstede.
Als kind was Van de Vendel geen fervent lezer. Toen hij wat ouder werd, ging hij echter steeds meer lezen. Vooral de boeken van Guus Kuijer, Paul Biegel, Wim Hofman, Els Pelgrom en de jeugdromans van Imme Dros vond hij aantrekkelijk. Zelf is hij van mening dat invloeden van Kuijer, Biegel en Hofman qua stijl in zijn werk terug te vinden zijn.
Hij droomde ervan voetballer of zanger te zijn, maar dit was niet voor hem weggelegd. Toen ging hij, net als zijn vader en moeder, in het onderwijs werken. Hij gaf les in Wijchen, Heemstede, Bloemendaal en Zuidlaren. Van de Vendel is fan van het Eurovisiesongfestival vanwege de verbroedering en schrijft er ook over.

## Schrijverscarrière
In 1996 publiceerde Edward van de Vendel zijn eerste kinderboek. Sinds 2001 is hij fulltime schrijver. Inmiddels heeft Edward van de Vendel een heel breed oeuvre. Behalve gedichten schrijft hij ook jeugdromans, toneel en non-fictie. Tevens schrijft hij liedjesteksten en teksten voor prentenboeken. Soms waagt Edward zich zelfs aan het schrijven van informatieve boeken, over onder andere de voetbalclub Ajax. Van de Vendel is tevens de oprichter van de Slash boekenreeks.
Tussen 2010 en 2020 begeleidde Van de Vendel jonge talentvolle schrijvers zoals Iduna Paalman, Steef van Gorkum en Roelof ten Napel via zijn project ABC Yourself. Aan dit project kwam eind 2020 een einde.
Edward van de Vendel publiceert hoofdzakelijk bij Querido, Amsterdam, maar ook bij de Belgische uitgever De Eenhoorn.
Zijn werk is onder andere vertaald in het Duits, Spaans, Frans, Italiaans, Noors, Deens, Chinees, Portugees en Georgisch.

## Poëzieweek 2024
Voor de Poëzieweek 2024 schreef hij het Poëzieweekgeschenk, Kom nog even naar mij kijken straks. Van de Vendel schreef daarvoor tien autobiografische gedichten. In één daarvan “bepaalde” hij, in angst voor navolging van de dood van zijn ouders, zelf zijn eigen sterfdag, als hij negentig wordt.

## Uitgever
In 2019 startte Van de Vendel bij uitgeverij Querido een imprint genaamd Querido Glow. Onder deze imprint verschenen jeugdboeken met LHBTQIA+-hoofdpersonen. In 2023 werd besloten om deze imprint te laten vervallen en dergelijke boeken voortaan in het Querido-fonds uit te geven.
In 2023 richtte Van de Vendel de uitgeverij Blauw Gras op. De naam is een knipoog naar zijn jeugdroman De dagen van de bluegrassliefde. Een van de eerste uitgaven van deze uitgeverij was het kinderboek In de nacht, naar het lied Kinderen van Ramses Shaffy.

## Bekroningen
- 1999 - Gouden Zoen voor Gijsbrecht
- 2000 - Gouden Zoen voor De dagen van de bluegrass liefde
- 2001 - Zilveren Griffel voor Dom konijn
- 2004 - Woutertje Pieterse Prijs, samen met de illustrator Fleur van der Weel voor Superguppie
- 2004 - Zilveren Griffel voor Superguppie
- 2004 - Vlag en Wimpel van de Griffeljury voor Rood Rood Roodkapje, een prentenboek met illustraties van Isabelle VandenAbeele
- 2005 - Nominatie Deutsche Jugendliteraturpreis voor de Duitse vertaling van Wat ik vergat (2001)
- 2007 - Gouden Zoen voor Ons derde lichaam
- 2008 - Zilveren Griffel voor Eén miljoen vlinders
- 2008 - Vlag en Wimpel van de Griffeljury voor Kleinvader, een prentenboek met illustraties van Ingrid Godon
- 2009 - Zilveren Griffel voor Opa laat zijn tenen zien
- 2009 - Glazen Globe voor De gelukvinder
- 2010 - Jenny Smelik-IBBY-prijs voor De gelukvinder
- 2010 - Zilveren Griffel voor Fluit zoals je bent
- 2010 - Vlag en Wimpel van de Griffeljury voor Ajax wint altijd, met foto's van Louis van der Vuurst
- 2011 - Zilveren Griffel voor Hoera voor Superguppie
- 2011 - Vlag en Wimpel van de Griffeljury voor Draken met stekkers, met striptekeningen van Floor de Goede
- 2011 - Pluim van de Kinderjury 2011 voor Sofie en de pinguïns, met illustraties van Floor de Goede
- 2011 - Nominatie Astrid Lindgren Memorial Award
- 2012 - Zilveren Griffel voor Toen kwam Sam, met illustraties van Philip Hopman
- 2012 - Nominatie Astrid Lindgren Memorial Award
- 2014 - Gouden Poëziemedaille voor Ik juich voor jou
- 2015 - Kiddo Leespluim voor Doei, met illustraties van Marije Tolman
- 2016 - Woutertje Pieterse Prijs, samen met illustrator Martijn van der Linden voor Stem op de okapi
- 2016 - Gouden Lijst voor Oliver
- 2016 - Zilveren Griffel voor Stem op de okapi, met illustraties van Martijn van der Linden
- 2016 - Duitse Jeugdliteratuurprijs voor Der Hund, den Nino nicht hatte, met tekeningen van Anton van Hertbruggen
- 2018 - Zilveren Griffel in de categorie poëzie voor De zombietrein
- 2018 - Tower of Babel Honour Diploma, samen met de vertaler Kerti Tergem en illustrator Martijn van der Linden voor de Estische vertaling van Stem op de okapi[8]
- 2019 - Zilveren Griffel (categorie Zes tot negen jaar) voor Vosje. Marije Tolman kreeg voor haar illustraties een Zilveren Penseel
- 2019 - Nominatie Boekenleeuw voor Vosje
- 2019 - White Raven voor Vosje, samen met de illustrator Marije Tolman. De White Raven is een selectie van bijzondere kinder- en jeugdboeken van over de hele wereld, gemaakt door de Internationale Jugendbibliothek in München.
- 2019 - Anna Blaman Prijs[9]
- 2020 - Poëziester, een publieksprijs van kinderen voor Wat je moet doen als je over een nijlpaard struikelt, met illustraties van Martijn van der Linden.
- 2020 - Gouden Poëziemedaille voor Wat je moet doen als je over een nijlpaard struikelt, met illustraties van Martijn van der Linden.
- 2020 - Zilveren Griffel  voor Wat je moet doen als je over een nijlpaard struikelt, met illustraties van Martijn van der Linden.
- 2021 - Zilveren Griffel (Categorie Tot 6 jaar) voor Er lag een trommeltje in het gras, met illustraties van Sanne te Loo
- 2021 - Zilveren Griffel (Categorie Informatief) voor Gloei, illustrator Floor de Goede won een Zilveren Penseel
- 2022 - Zilveren Griffel (Categorie Informatief) voor Rekenen voor je leven met co-auteur Ionica Smeets, illustrator Floor de Goede won een Zilveren Penseel
- 2023 - de Boon kinder- en jeugdliteratuur voor Misjka, met co-auteur Anoush Elman en illustrator Annet Schaap
- 2023 - Gouden Griffel (Categorie 6-9 jaar) voor Misjka met co-auteur Anoush Elman, illustrator Annet Schaap won een Zilveren Penseel
- 2024 - Gouden Poëziemedaille voor Gelukkig en blij
- 2024 - Zilveren Griffel (Categorie Tot zes jaar) voor De restjes van de zon, illustrator Jet Parent
- 2024 - Zilveren Griffel (Poëzie) voor Gelukkig en blij, met illustraties van Martijn van der Linden
- 2024 - Theo Thijssen-prijs voor gehele oeuvre[10]

## Bestseller 60
| Boeken met noteringen in de Nederlandse Bestseller 60 | Jaar van verschijnen | Datum van binnenkomst | Hoogste positie | Aantal weken | Opmerkingen                                      |
| ----------------------------------------------------- | -------------------- | --------------------- | --------------- | ------------ | ------------------------------------------------ |
| Superguppie                                           | 2007                 | 07-03-2007            | 32              | 1            |                                                  |
| Ajax wint altijd                                      | 2009                 | 23-09-2009            | 44              | 1            |                                                  |
| Hallo                                                 | 2012                 | 10-10-2012            | 3               | 3            | in samenwerking met Fleur van der Weel           |
| Rekenen voor je leven                                 | 2021                 | 06-10-2021            | 23              | 3            | in samenwerking met Ionica Smeets                |
| De dagen van de bluegrassliefde                       | 2022                 | 05-10-2022            | 53              | 1            | heruitgave van oorspronkelijk boek uit 1999      |
| Misjka                                                | 2022                 | 04-10-2023            | 5               | 4            | in samenwerking met Anoush Elman en Annet Schaap |

## Bekroningen voor boeken die door hem zijn vertaald
De volgende boeken die door Van de Vendel zijn vertaald kregen in Nederland een bekroning.
- 2017 - Prijs van de Nederlandse Kinderjury voor De waanzinnige boomhut van 65 verdiepingen van Andy Griffiths en Terry Denton.
- 2018 - Prijs van de Nederlandse Kinderjury voor De waanzinnige boomhut van 78 verdiepingen van Andy Griffiths en Terry Denton.
- 2019 - Sardes-Leespluim voor de Nederlandse vertaling van het prentenboek Flip Flap Huisdieren, een boek van auteur/illustrator Alex Scheffler.[13]
- 2019 - Zilveren Griffel voor het prentenboek De wolf, de eend en de muis van auteur Mac Barnett. Met illustraties van Jon Klassen.
- 2020 - Prijs van de Nederlandse Kinderjury voor De waanzinnige boomhut van 104 verdiepingen van Andy Griffiths en Terry Denton.
- 2024 - Sardes-Leespluim voor de Nederlandse vertaling van Hidde Huilt van auteur/illustrator Sara Gimbergsson